# Kostiantyn Sliusarczuk
Kostiantyn Sliusarczuk, ukr. Костянтин Слюсарчук (ur. 1869, zm. 1919 we wsi Hruszka k. Kamieńca Podolskiego) – oficer armii austro-węgierskiej (w tym Ukraińskich Strzelców Siczowych), następnie pułkownik Ukraińskiej Armii Halickiej.
Urodził się w rodzinie księdza greckokatolickiego – Oleksija Sliusarczuka. Od lipca 1917 był dowódcą Wyszkołu USS w Pisocznej koło Lwowa (w stopniu podpułkownika). W czasie wojny polsko-ukraińskiej (1918-1919) był dowódcą grupy bojowej „Szczyreć”, a następnie 7 Lwowskiej Brygady UHA.
Po przejściu UHA za Zbrucz szef szkolenia całej armii UHA. Zmarł na tyfus.